# Accumulateur lithium-soufre
Un accumulateur lithium-soufre, batterie lithium-soufre ou batterie Li-S, est un type d'accumulateur lithium. Son intérêt principal est sa densité énergétique importante en raison de la faible masse atomique du lithium, de la masse modérée de l'octa-soufre et de sa capacité à échanger jusqu'à 16 électrons. Le soufre est de plus un matériau bon marché et abondant naturellement contrairement au cobalt, utilisé dans les batteries lithium-ion dites "classiques". L'un des principaux inconvénient est l'effet "navette", limitant le rendement énergétique et dégradant l'accumulateur. Les batteries utilisant cette technologie ne sont à ce jour pas disponibles commercialement, mais font l'objet de plusieurs projets de recherche.

## Caractéristiques
La densité énergétique d'un accumulateur lithium-soufre va jusqu'à 2 600 Wh/kg contre 300 pour un accumulateur lithium-ion. De plus les accumulateurs lithium-soufre permettent de meilleures performances à basse température et dépendent de composants moins chers et moins toxiques. À l'heure actuelle, plusieurs équipes de recherche sont parvenues à obtenir des batteries ne subissant pas de pertes importantes de capacité après plusieurs centaines de cycles,, voir dans certains cas 1000 cycles, le seuil à partir duquel les batteries commencent à être exploitables commercialement. Les principaux enjeux restants à résoudre sont la suppression de l'effet navette et la re-déposition correcte du soufre lors de la charge.

## Principe de fonctionnement
L'anode est composée de lithium et la cathode de soufre. Lors de la décharge de la batterie, le lithium se dissout sur la surface de l'anode, et se dépose sur l'anode lors de la charge.
La réaction chimique de décharge est :
S8 → Li2S8 → Li2S6 → Li2S4 → Li2S3
Et celle de charge :
Li2S → Li2S2 → Li2S3 → Li2S4 → Li2S6 → Li2S8 → S8

## Problématiques

### Effet navette
L'effet navette est un phénomène limitant les performances énergétiques des accumulateurs Li-S. Le problème réside dans la solubilité très importantes des complexes lithium-polysulfures {\displaystyle {\ce {(Li_2S_{x})}}}. Ces espèces, après leur formation à la cathode, diffusent de façon importante vers l'anode et s'y réduisent en consommant des charges. À leur tour, les ions polysulfures à courtes chaines {\displaystyle {\ce {(S_4^2- / S_3^2- / S_{2}^{-})}}} diffusent vers la cathode où ils s'oxyderont. Ces cycles répétés prennent la forme d'aller-retours ou de "navette". Chaque réduction et oxydation consomme des charges qui auraient normalement participé à la recharge de la batterie.

### Déposition du soufre
Le fonctionnement de la batterie repose sur les contacts électriques entre électrode et espèce active. La problématique dans ce cas là se situe à la cathode, le plus souvent constituée de noir de carbone sur lequel est déposé du soufre à l'état solide, peu conducteur. Lors de la décharge, le soufre est dissous en de nombreuses sous-espèces, cédant à chaque étape des électrons qui constituent le réel stockage électrique. Si lors de la fabrication des électrodes il est aisé d'avoir un excellent contact entre le carbone et le soufre, cela n'est pas vrai pour les cycles suivants pendant lesquels le soufre se redéposera de façon hétérogène sur la cathode, détériorant ainsi les performances. Les stratégies actuelles reposent sur une nano-texturation de l'interface soufre-carbone afin de faciliter les contacts électriques,,.

## Historique
En 1843, Wackenroder expérimente sur le soufre. Ses découvertes seront réutilisées par des chercheurs en 2015.
En 2013, des chercheurs de l'université de Stanford ont su produire un accumulateur lithium-soufre qui garde 80 % de ses capacités après 300 cycles de recharge.
En 2017, un institut du CEA réussit à réaliser un prototype de pile lithium-soufre cylindrique performant et constate une importante marge de progression. La même année, des chercheurs de l'institut Paul Scherrer et de l'université Grenoble-Alpes découvrent que l'ajout de quartz apporte de meilleures performances.
Le 3 janvier 2020, des chercheurs annoncent avoir mis au point un processus de fabrication pouvant être industrialisé facilement.
En janvier 2022, des chercheurs de l'Université du Michigan annoncent avoir réussi à créer un nouveau type de membrane utilisant un réseau de nanofibres d'aramide, recyclées à partir du Kevlar, augmentant considérablement l'espérance de vie d'une batterie lithium-soufre, qui pourrait atteindre 1 000 cycles de recharge, correspondant à un usage de dix ans.
En février 2022, des scientifiques de l’université de Drexel, aux États-Unis, ont imaginé d'intégrer du soufre dans une maille de nanofibres de carbone conçue pour atténuer la réaction du polysulfure ; leur cathode s’est avérée bien plus performante que prévu lors des tests, car pendant le dépôt, le soufre s’était cristallisé d’une manière inattendue, formant une variation de l’élément connue sous le nom de soufre gamma monoclinique. Leur batterie conserve plus de 80 % de sa capacité initiale après 4000 cycles.
La start-up allemande Theion développe en 2022 une batterie à électrolyte solide dans laquelle la cathode est en soufre, ce qui permet de se passer du nickel, du cobalt et du manganèse couramment utilisés jusqu'ici. Selon ses dirigeants, la densité énergétique de la batterie est ainsi triplée et le coût de la cathode réduit de 99 %. Pour éviter les inconvénients de l'utilisation du soufre, qui provoque une corrosion importante, Theion l'utilise sous forme de cristal et non de poudre et a mis au point un revêtement spécial pour protéger la cathode. Theion prévoit de fabriquer sa première cellule fin 2022, puis de fournir des marchés de niche, avant de passer au marché des voitures électriques autour de 2025.
Le 25 mai 2023, le fonds de capital-risque du groupe Stellantis annonce un investissement dans la start-up américaine Lyten, pionnier des batteries au lithium-soufre. Lyten affirme que les batteries lithium-soufre permettent de réduire de 60 % l'empreinte carbone due à la production des batteries, et le faible coût du soufre pourrait rendre une batterie lithium-soufre beaucoup moins chère que les batteries lithium-ion.
En décembre 2024, Stellantis annonce un nouveau partenariat avec la start-up américaine Zeta Energy pour le développement de batteries lithium-soufre, plus légères et moitié moins coûteuses que les batteries lithium-ion ; elle pourraiet réduire le temps de charge « de 50 % ».

## Utilisation
Les accumulateurs lithium-soufre pourraient être utilisés dans les automobiles électriques, leur apportant une autonomie de 1 000 km, ou dans les smartphones, pour une autonomie de cinq jours.